# Усипальниця Сапігів (Більче-Золоте)
Усипальниця Сапігів — пам'ятка архітектури місцевого значення в селі Більче-Золоте, Чортківський район, Тернопільська область.                                                        

## Історія
Будівля була споруджена в 1839 році архітектором Адольфом Куном та була Палацом. З 1889 року (за ін. даними 1880) Палац став каплицею.
У підземних склепіннях споруди були виявлені поховання членів роду Сапєг, які пізніше були перепоховані на сільському кладовищі.
Сам палац був знищений під час Другої світової війни, а на його місці збудовано сільський клуб.

## Архітектура
Усипальниця являє собою невелике компактне будівля, наділене елементами неоготичному архітектури. Фасад пам`ятки прикрашений скульптурою, великими вузькими вікнами, арками, сходами і балконом з ряду фігурних стовпчиків. На одній зі стін костелу розташовані два герба: озброєний вершник і стріла з двома перетинають її лініями («Лис»). Останній є родовим гербом роду магнатів Сапєг.